# Silverfläckat kapuschongfly
Silverfläckat kapuschongfly (Cucullia argentea) är en fjärilsart som beskrevs av Hüfnagel 1766. Silverfläckat kapuschongfly ingår i släktet Cucullia och familjen nattflyn. Enligt den finländska rödlistan är arten sårbar i Finland. Enligt den svenska rödlistan är arten akut hotad i Sverige. Arten förekommer på Gotland samt tillfälligtvis även i Götaland. Arten har tidigare förekommit på Öland men är numera lokalt utdöd. Artens livsmiljö är sandstränder vid Östersjön. Inga underarter finns listade i Catalogue of Life.